# Campionat d'Europa de bàsquet masculí de 2007

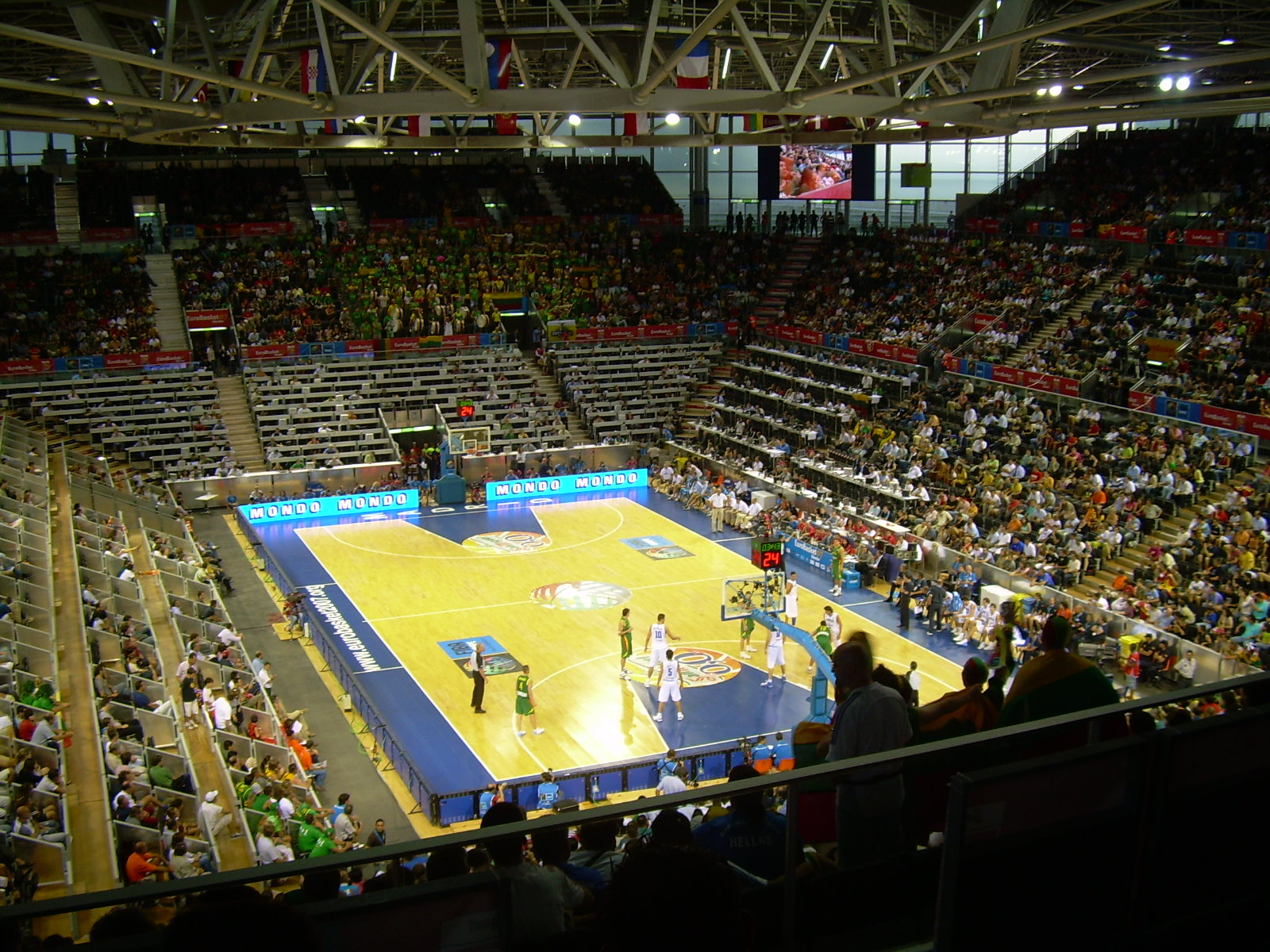
Partit entre Lituània i Itàlia al Madrid Arena

El XXXV Campionat europeu de bàsquet masculí se celebrà a Espanya entre el 3 i el 16 de setembre de 2007 sota la denominació Eurobasket 2007. L'esdeveniment fou organitzat per la Federació Europea de Bàsquet (FIBA Europa) i per la Federació Espanyola de Bàsquet (FEB).
Un total de 16 països europeus (Grècia, Espanya, Alemanya, França, Rússia, Croàcia, Lituània, Eslovènia, Sèrbia, Letònia, Turquia, Itàlia, Israel, Portugal, República Txeca i Polònia) competiren pel títol de campió europeu, el seu anterior portador era la selecció nacional de Grècia.
El títol fou guanyat per Rússia en una emocionant final contra Espanya en la qual s'imposaren per només un punt de diferència.

## Seus

Mapa de les seus.

| Grup        | Ciutat  | Instal·lació                                  | Capacitat |
| ----------- | ------- | --------------------------------------------- | --------- |
| A           | Granada | Palacio de los Deportes                       | 7.500     |
| B           | Sevilla | Pabellón Municipal de San Pablo               | 10.000    |
| C           | Palma   | Velódromo de Palma                            | 6.000     |
| D           | Alacant | Centre de Tecnificació d'Alacant              | 5.500     |
| Ronda final | Madrid  | Palacio de Deportes de la Comunidad de Madrid | 15.500    |
| Ronda final | Madrid  | Madrid Arena                                  | 10.500    |

## Grups

Mapa dels països participants.

| Grup A | Grup B   | Grup C   | Grup D    |
| ------ | -------- | -------- | --------- |
| Grècia | Espanya  | Alemanya | França    |
| Rússia | Croàcia  | Lituània | Eslovènia |
| Sèrbia | Letònia  | Turquia  | Itàlia    |
| Israel | Portugal | Txèquia  | Polònia   |

## Primera ronda

### Grup A
| Equip  | J | G | P | T+  | T-  | DT  | PTS |
| ------ | - | - | - | --- | --- | --- | --- |
| Rússia | 3 | 3 | 0 | 224 | 174 | +50 | 6   |
| Grècia | 3 | 2 | 1 | 197 | 194 | +3  | 5   |
| Israel | 3 | 1 | 2 | 209 | 249 | -40 | 4   |
| Sèrbia | 3 | 0 | 3 | 215 | 228 | -13 | 3   |

- Resultats

| Data     | Hora² | Partit¹ | Partit¹ | Partit¹ | Resultat |
| -------- | ----- | ------- | ------- | ------- | -------- |
| 03.09.07 | 18:00 | Sèrbia  | -       | Rússia  | 65 - 73  |
| 03.09.07 | 20:30 | Israel  | -       | Grècia  | 66 - 76  |
| 04.09.07 | 18:00 | Rússia  | -       | Israel  | 90 - 56  |
| 04.09.07 | 20:30 | Grècia  | -       | Sèrbia  | 68 - 67  |
| 05.09.07 | 18:00 | Israel  | -       | Sèrbia  | 87 - 83  |
| 05.09.07 | 20:30 | Rússia  | -       | Grècia  | 61 - 53  |

- (¹) - Tots a Granada
- (²) - Hora local d'Espanya (UTC +2, CEST)

### Grup B
| Equip    | J | G | P | T+  | T-  | DT  | PTS |
| -------- | - | - | - | --- | --- | --- | --- |
| Croàcia  | 3 | 2 | 1 | 252 | 237 | +15 | 5   |
| Espanya  | 3 | 2 | 1 | 259 | 218 | +41 | 5   |
| Portugal | 3 | 1 | 2 | 201 | 239 | -38 | 4   |
| Letònia  | 3 | 1 | 2 | 229 | 247 | -18 | 4   |

- Resultats

| Data     | Hora² | Partit¹  | Partit¹ | Partit¹  | Resultat |
| -------- | ----- | -------- | ------- | -------- | -------- |
| 03.09.07 | 19:00 | Letònia  | -       | Croàcia  | 85 - 77  |
| 03.09.07 | 21:30 | Portugal | -       | Espanya  | 56 - 82  |
| 04.09.07 | 19:00 | Croàcia  | -       | Portugal | 90 - 68  |
| 04.09.07 | 21:30 | Espanya  | -       | Letònia  | 93 - 77  |
| 05.09.07 | 19:00 | Portugal | -       | Letònia  | 77 - 67  |
| 05.09.07 | 21:30 | Croàcia  | -       | Espanya  | 85 - 84  |

- (¹) - Tots a Sevilla
- (²) - Hora local d'Espanya (UTC +2, CEST)

### Grup C
| Equip    | J | G | P | T+  | T-  | DT  | PTS |
| -------- | - | - | - | --- | --- | --- | --- |
| Lituània | 3 | 3 | 0 | 265 | 224 | +41 | 6   |
| Alemanya | 3 | 2 | 1 | 242 | 211 | +31 | 5   |
| Turquia  | 3 | 1 | 2 | 198 | 237 | -39 | 4   |
| Txèquia  | 3 | 0 | 3 | 225 | 258 | -33 | 3   |

- Resultats

| Data     | Hora² | Partit¹  | Partit¹ | Partit¹  | Resultat |
| -------- | ----- | -------- | ------- | -------- | -------- |
| 03.09.07 | 18:00 | Txèquia  | -       | Alemanya | 78 - 83  |
| 03.09.07 | 20:30 | Turquia  | -       | Lituània | 69 - 86  |
| 04.09.07 | 18:00 | Lituània | -       | Txèquia  | 95 - 75  |
| 04.09.07 | 20:30 | Alemanya | -       | Turquia  | 79 - 49  |
| 05.09.07 | 18:00 | Lituània | -       | Alemanya | 84 - 80  |
| 05.09.07 | 20:30 | Txèquia  | -       | Turquia  | 72 - 80  |

- (¹) - Tots a Palma
- (²) - Hora local d'Espanya (UTC +2, CEST)

### Grup D
| Equip     | J | G | P | T+  | T-  | DT  | PTS |
| --------- | - | - | - | --- | --- | --- | --- |
| Eslovènia | 3 | 3 | 0 | 206 | 186 | +20 | 6   |
| França    | 3 | 2 | 1 | 209 | 195 | +14 | 5   |
| Itàlia    | 3 | 1 | 2 | 209 | 208 | +1  | 4   |
| Polònia   | 3 | 0 | 3 | 188 | 223 | -35 | 3   |

- Resultats

| Data     | Hora² | Partit¹   | Partit¹ | Partit¹   | Resultat |
| -------- | ----- | --------- | ------- | --------- | -------- |
| 03.09.07 | 19:00 | Polònia   | -       | França    | 66 - 74  |
| 03.09.07 | 21:30 | Itàlia    | -       | Eslovènia | 68 - 69  |
| 04.09.07 | 19:00 | França    | -       | Itàlia    | 69 - 62  |
| 04.09.07 | 21:30 | Eslovènia | -       | Polònia   | 70 - 52  |
| 05.09.07 | 19:00 | Eslovènia | -       | França    | 67 - 66  |
| 05.09.07 | 21:30 | Polònia   | -       | Itàlia    | 70 - 79  |

- (¹) - Tots a Alacant
- (²) - Hora local d'Espanya (UTC +2, CEST)

## Segona ronda

### Grup E
| Equip    | J | G | P | T+  | T-  | DT  | PTS |
| -------- | - | - | - | --- | --- | --- | --- |
| Espanya  | 5 | 4 | 1 | 422 | 341 | +81 | 9   |
| Rússia   | 5 | 4 | 1 | 381 | 325 | +56 | 9   |
| Grècia   | 5 | 3 | 2 | 353 | 348 | +5  | 8   |
| Croàcia  | 5 | 2 | 3 | 398 | 396 | +2  | 7   |
| Portugal | 5 | 1 | 4 | 363 | 407 | -44 | 6   |
| Israel   | 5 | 1 | 4 | 360 | 434 | -74 | 6   |

- Resultats

| Data     | Hora² | Partit¹  | Partit¹ | Partit¹  | Resultat |
| -------- | ----- | -------- | ------- | -------- | -------- |
| 07.09.07 | 16:30 | Portugal | -       | Rússia   | 65 - 78  |
| 07.09.07 | 19:00 | Israel   | -       | Croàcia  | 80 - 75  |
| 07.09.07 | 21:30 | Espanya  | -       | Grècia   | 76 - 58  |
| 09.09.07 | 16:30 | Portugal | -       | Israel   | 94 - 85  |
| 09.09.07 | 19:00 | Grècia   | -       | Croàcia  | 81 - 78  |
| 09.09.07 | 21:30 | Rússia   | -       | Espanya  | 69 - 81  |
| 11.09.07 | 16:30 | Croàcia  | -       | Rússia   | 70 - 83  |
| 11.09.07 | 19:00 | Grècia   | -       | Portugal | 85 - 67  |
| 11.09.07 | 21:30 | Espanya  | -       | Israel   | 99 - 73  |

- (¹) - Tots a Madrid
- (²) - Hora local d'Espanya (UTC +2, CEST)

### Grup F
| Equip     | J | G | P | T+  | T-  | DT  | PTS |
| --------- | - | - | - | --- | --- | --- | --- |
| Lituània  | 5 | 5 | 0 | 417 | 357 | +60 | 10  |
| Eslovènia | 5 | 4 | 1 | 340 | 312 | +28 | 9   |
| França    | 5 | 3 | 2 | 371 | 347 | +24 | 8   |
| Alemanya  | 5 | 2 | 3 | 339 | 346 | -7  | 7   |
| Itàlia    | 5 | 1 | 4 | 346 | 359 | -13 | 6   |
| Turquia   | 5 | 0 | 5 | 318 | 400 | -82 | 5   |

- Resultats

| Data     | Hora² | Partit¹   | Partit¹ | Partit¹   | Resultat |
| -------- | ----- | --------- | ------- | --------- | -------- |
| 07.09.07 | 16:30 | França    | -       | Alemanya  | 78 - 66  |
| 07.09.07 | 19:00 | Itàlia    | -       | Lituània  | 74 - 79  |
| 07.09.07 | 21:30 | Turquia   | -       | Eslovènia | 51 - 66  |
| 09.09.07 | 16:30 | Itàlia    | -       | Turquia   | 84 - 75  |
| 09.09.07 | 19:00 | Lituània  | -       | França    | 88 - 73  |
| 09.09.07 | 21:30 | Alemanya  | -       | Eslovènia | 47 - 77  |
| 11.09.07 | 16:30 | Alemanya  | -       | Itàlia    | 67 - 58  |
| 11.09.07 | 19:00 | França    | -       | Turquia   | 85 - 64  |
| 11.09.07 | 21:30 | Eslovènia | -       | Lituània  | 61 - 80  |

- (¹) - Tots a Madrid
- (²) - Hora local d'Espanya (UTC +2, CEST)

## Fase final
|  | Quarts de final         | Quarts de final         |                         |          | Semifinals  | Semifinals  |  |  | Final                   | Final |
|  |                         |                         |                         |          |             |             |  |  |                         |       |
|  | 13 de setembre - Madrid |                         |                         |          |             |             |  |  |                         |       |
|  |                         |                         |                         |          |             |             |  |  |                         |       |
|  | Espanya                 | 83                      |                         |          |             |             |  |  |                         |       |
|  | Espanya                 | 83                      | 15 de setembre - Madrid |          |             |             |  |  |                         |       |
|  | Alemanya                | 55                      |                         |          |             |             |  |  |                         |       |
|  | Alemanya                | 55                      | Espanya                 | 82       |             |             |  |  |                         |       |
|  | 14 de setembre - Madrid |                         | Espanya                 | 82       |             |             |  |  |                         |       |
|  |                         | Grècia                  | 77                      |          |             |             |  |  |                         |       |
|  | Eslovènia               | Grècia                  | 77                      | 62       |             |             |  |  |                         |       |
|  | Eslovènia               |                         | 16 de setembre - Madrid | 62       |             |             |  |  |                         |       |
|  | Grècia                  | 63                      |                         |          |             |             |  |  |                         |       |
|  | Grècia                  | 63                      | Espanya                 | 59       |             |             |  |  |                         |       |
|  | 13 de setembre - Madrid |                         | Espanya                 | 59       |             |             |  |  |                         |       |
|  |                         | Rússia                  | 60                      |          |             |             |  |  |                         |       |
|  | Rússia                  | Rússia                  | 60                      | 75       |             |             |  |  |                         |       |
|  | Rússia                  | 15 de setembre - Madrid |                         | 75       |             |             |  |  |                         |       |
|  | França                  | 71                      |                         |          |             |             |  |  |                         |       |
|  | França                  | 71                      | Rússia                  | 86       | Tercer lloc | Tercer lloc |  |  |                         |       |
|  | 14 de setembre - Madrid |                         | Rússia                  | 86       | Tercer lloc | Tercer lloc |  |  |                         |       |
|  |                         | Lituània                | 74                      |          |             |             |  |  |                         |       |
|  | Lituània                | Lituània                | 74                      | 74       | Grècia      | 69          |  |  |                         |       |
|  | Lituània                |                         |                         | 74       | Grècia      | 69          |  |  |                         |       |
|  | Croàcia                 | 72                      |                         | Lituània | 78          |             |  |  |                         |       |
|  | Croàcia                 | 72                      |                         |          | 78          |             |  |  |                         |       |
|  |                         |                         |                         |          |             |             |  |  | 16 de setembre - Madrid |       |
|  |                         |                         |                         |          |             |             |  |  |                         |       |

### Quarts de final
| 13 de setembre del 2007, 19:00 |       |        |                                                                                   |
| Rússia                         | 75-71 | França | Palacio de Deportes de la Comunidad de Madrid, Madrid Assistència: No hi ha dades |
|                                |       |        | Palacio de Deportes de la Comunidad de Madrid, Madrid Assistència: No hi ha dades |

| 13 de setembre del 2007, 21:30 |       |          |                                                                                   |
| Espanya                        | 83-55 | Alemanya | Palacio de Deportes de la Comunidad de Madrid, Madrid Assistència: No hi ha dades |
|                                |       |          | Palacio de Deportes de la Comunidad de Madrid, Madrid Assistència: No hi ha dades |

| 14 de setembre del 2007, 19:00 |       |         |                                                                                   |
| Lituània                       | 74-72 | Croàcia | Palacio de Deportes de la Comunidad de Madrid, Madrid Assistència: No hi ha dades |
|                                |       |         | Palacio de Deportes de la Comunidad de Madrid, Madrid Assistència: No hi ha dades |

| 14 de setembre del 2007, 21:30 |       |        |                                                                                   |
| Eslovènia                      | 62-63 | Grècia | Palacio de Deportes de la Comunidad de Madrid, Madrid Assistència: No hi ha dades |
|                                |       |        | Palacio de Deportes de la Comunidad de Madrid, Madrid Assistència: No hi ha dades |

### Semifinals
| 15 de setembre del 2007, 19:00 |       |        |                                                                                   |
| Espanya                        | 82-77 | Grècia | Palacio de Deportes de la Comunidad de Madrid, Madrid Assistència: No hi ha dades |
|                                |       |        | Palacio de Deportes de la Comunidad de Madrid, Madrid Assistència: No hi ha dades |

| 15 de setembre del 2007, 21:30 |       |          |                                                                                   |
| Rússia                         | 86-74 | Lituània | Palacio de Deportes de la Comunidad de Madrid, Madrid Assistència: No hi ha dades |
|                                |       |          | Palacio de Deportes de la Comunidad de Madrid, Madrid Assistència: No hi ha dades |

### Final
| 16 de setembre de 2007, 21:30 |       |        |                                                                                   |
| Espanya                       | 59-60 | Rússia | Palacio de Deportes de la Comunidad de Madrid, Madrid Assistència: No hi ha dades |
|                               |       |        | Palacio de Deportes de la Comunidad de Madrid, Madrid Assistència: No hi ha dades |

| Campió de l'Eurobasket 2007: RÚSSIA |

| MVP de l'Eurobasket 2007: Andrei Kirilenko ( Rússia) |

## Cinc ideal
| José Manuel Calderón - Espanya |
| Ramūnas Šiškauskas - Lituània  |
| Andrei Kirilenko - Rússia      |
| Dirk Nowitzki - Alemanya       |
| Pau Gasol - Espanya            |

## Classificació final
| 1. Rússia    |
| 2. Espanya   |
| 3. Lituània  |
| 4. Grècia    |
| 5. Alemanya  |
| 6. Croàcia   |
| 7. Eslovènia |
| 8. França    |
| 9. Itàlia    |
| 10. Portugal |
| 11. Israel   |
| 12. Turquia  |
| 13. Letònia  |
| 14. Sèrbia   |
| 15. Txèquia  |
| 16. Polònia  |